# Le Bois (Ernst)
Le Bois (1927) est une peinture de l'artiste surréaliste allemand Max Ernst. 
Ernst était hanté par l'atmosphère des forêts et par les oiseaux qui y vivent. Les couches de peinture ont été appliquées à la toile, qui était appuyée contre une feuille de métal embouti et une planche qui était grattée. Cette œuvre a été donnée à la Société d'Art Contemporain par Mlle A. F. Brun en 1940. Elle est actuellement exposée au Musée National du pays de Galles.